# 羅奇雷冰川
72°11′S 101°10′W / 72.183°S 101.167°W
羅奇雷冰川是南極洲的冰川，位於埃爾斯沃思地的瑟斯頓島，全長9公里，最終在皮考克峽灣注入阿博特冰架，在1946年12月由美國海軍拍攝空中照片。